# Fergus Falls
Fergus Falls is een plaats (city) in de Amerikaanse staat Minnesota, en valt bestuurlijk gezien onder Otter Tail County.

## Demografie
Bij de volkstelling in 2000 werd het aantal inwoners vastgesteld op 13.471.
In 2006 is het aantal inwoners door het United States Census Bureau geschat op 13.839, een stijging van 368 (2.7%).

## Geografie
Volgens het United States Census Bureau beslaat de plaats een oppervlakte van
36,5 km², waarvan 33,8 km² land en 2,7 km² water. Fergus Falls ligt op ongeveer 390 m boven zeeniveau.

## Geboren in Fergus Falls
- Frank Albertson (1909-1964), acteur

## Plaatsen in de nabije omgeving
De onderstaande figuur toont nabijgelegen plaatsen in een straal van 24 km rond Fergus Falls.